# 比田温泉
比田温泉（ひたおんせん）は、島根県安来市（旧出雲国）にある温泉である。

## 泉質
- 含放射能・アルカリ性単純温泉[1]。

## 温泉地
鳥取県日野郡日南町との県境付近の山あいに、一軒宿の「湯田山荘」が存在する。男女別の内湯のみだが、日帰り入浴可。
2024年（令和6年）に宿泊施設「湯田山荘」のリニューアルが行われた。

## 歴史
江戸時代に広瀬から来た湯田金十が、東比田の川で砂鉄を採取していたところ、湯が出ている場所を発見し、広瀬藩の村役人に願い出て温泉場を開いたという。
伝承があり、金十が温泉宿を開くことを願い出た広瀬藩の村役人が若馬で見物に来たところ、若馬が突然暴れだして湯に飛び込み力尽きてしまった。以後、湯につかった人の傷や病気がみるみると癒えるようになり、人々は亡くなった馬のおかげと言い伝え、馬が亡くなったのが土用の丑の日だったことから、この日には近所の農家が風呂桶を貸し出すほど盛況となったという。

## アクセス
- JR山陰本線安来駅からバスで80分、広瀬バスターミナル下車。